# سكوت مون
سكوت مون (بالإنجليزية: James Munn)‏ هو مجدف أمريكي، ولد في 21 مايو 1970 في ليتلتون في الولايات المتحدة.

## وصلات خارجية
- سكوت مون على موقع الاتحاد الدولي للتجديف (الإنجليزية)
- سكوت مون على موقع أوليمبيديا (الإنجليزية)